# Roncourt
Roncourt [ʁɔ̃kuʁ] ist eine französische Gemeinde mit 1048 Einwohnern (1. Januar 2022) im Département Moselle in der Region Grand Est (bis 2015 Lothringen). Sie gehört zum Arrondissement Metz und zum Gemeindeverband Eurométropole de Metz. Die Bewohner werden Roncourtois und Roncourtoises genannt.

## Geographie
Roncourt liegt in Lothringen, 15 Kilometer nordwestlich von Metz auf einer mittleren Höhe von 330 m. Das Gemeindegebiet umfasst 6,73 km².

## Geschichte
Der Ort Roncourt wurde bereits 1128 urkundlich erwähnt. Die Ortschaft gehörte früher zur Grafschaft Bar.
Das Dorf liegt in der Nähe des Schlachtfeldes von Gravelotte. Im Deutsch-Französischen Krieg wurde Roncourt von deutschen Truppen des XII. sächsischen Armeekorps unter Kronprinz Albert von Sachsen nach kurzem Gefecht eingenommen, nachdem Marschall Canrobert den Franzosen den Befehl zum Rückzug gegeben hatte.
Durch den Frankfurter Frieden vom 10. Mai 1871 kam die Region an das deutsche Reichsland Elsaß-Lothringen, und das Dorf wurde dem Landkreis Metz im Bezirk Lothringen zugeordnet. Auf der Gemarkung des Dorfes gab es bedeutende Steinbrüche. Bis 1915 blieb Französisch die Amtssprache. Am 2. September 1915 erhielt Roncourt durch kaiserlichen Erlass den eingedeutschten Namen Ronhofen.
Nach dem Ersten Weltkrieg wurde die Region von französischen Truppen besetzt und 1919 aufgrund der Bestimmungen des Versailler Vertrags an Frankreich abgetreten werden. Roncourt wurde Teil des Département Moselle. Im Zweiten Weltkrieg wurde die Region 1940 von der deutschen Wehrmacht besetzt und anschließend unter deutsche Zivilverwaltung gestellt. 1944 wurde Roncourt von den Westalliierten eingenommen und gehört seitdem wieder zu Frankreich. Bis zur Rückeroberung trug der Ort nochmals den eingedeutschten Namen Ronhofen.

### Bevölkerungsentwicklung
| Jahr      | 1962 | 1968 | 1975 | 1982 | 1990 | 1999 | 2007 | 2019 |
| Einwohner | 762  | 730  | 713  | 751  | 827  | 818  | 685  | 1018 |

## Sehenswürdigkeiten
- Kirche Saint-Georges, spätgotischer einschiffiger Bau aus dem 12. und 15. Jahrhundert, seit 1895 als Monument historique klassifiziert[1]
- Schloss Roncourt

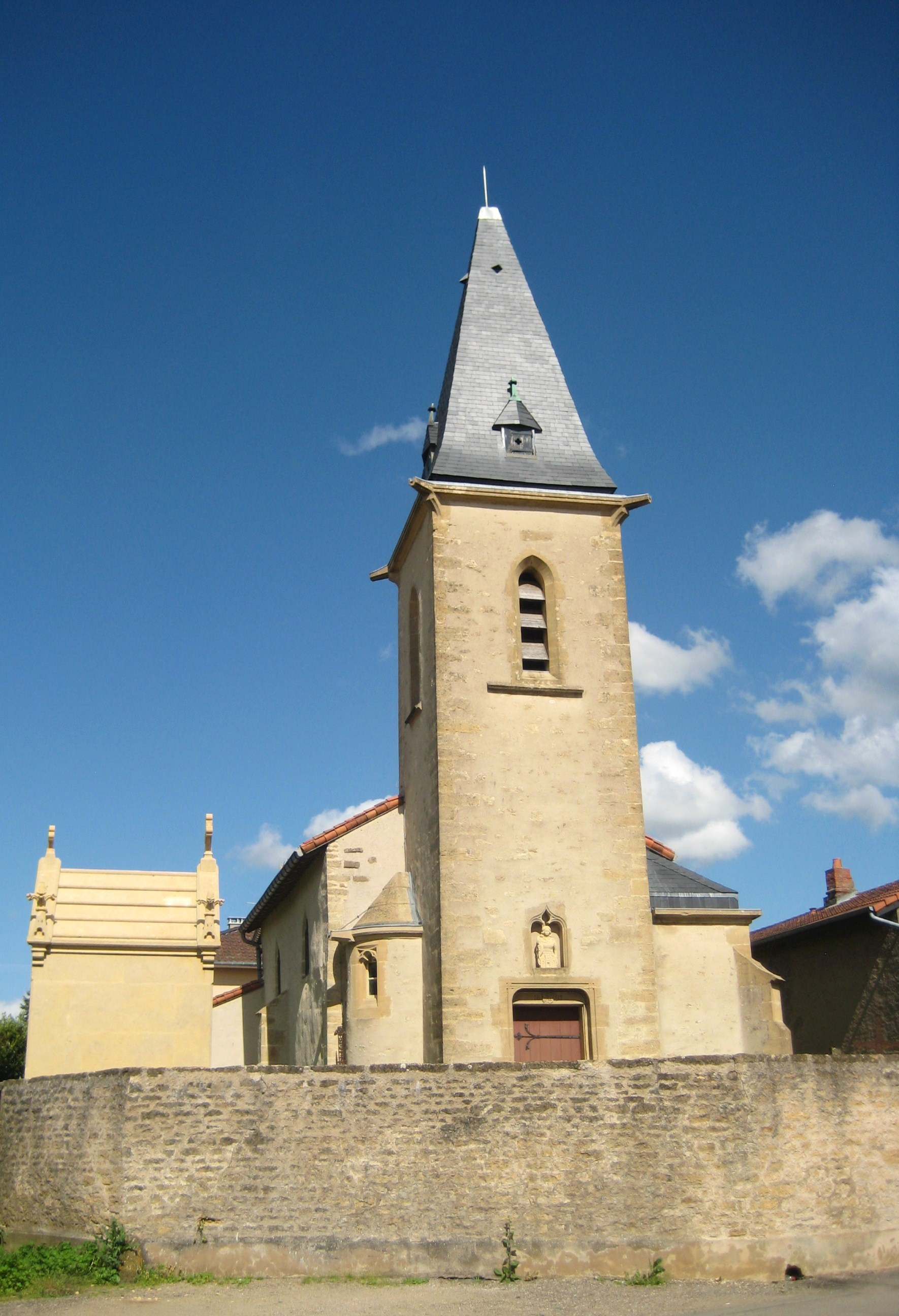
Kirche Saint-Georges
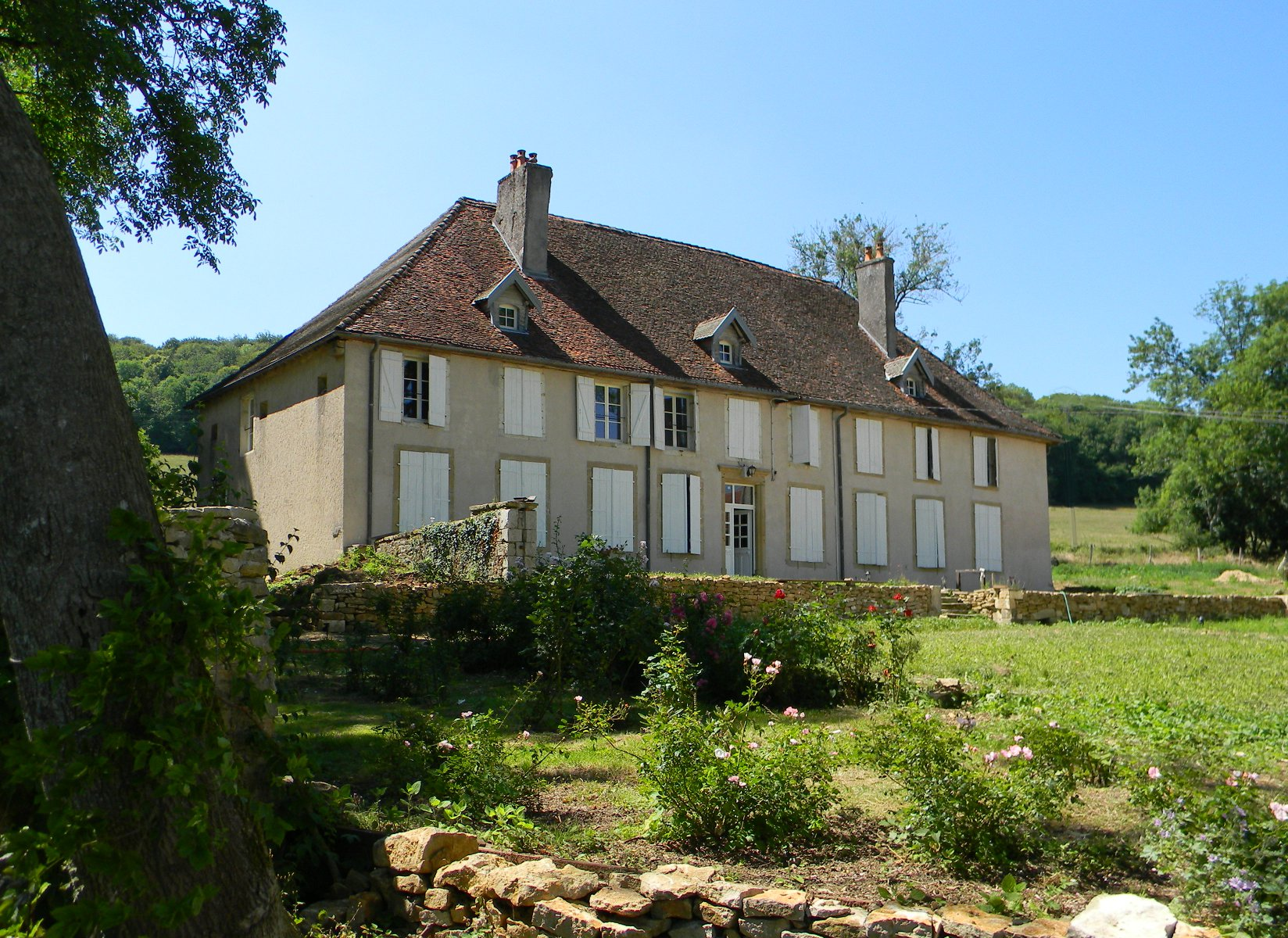
Schloss